# Яккарино, Линда
Ли́нда Яккари́но (англ. Linda Yaccarino; род. 21 декабря 1963, Лонг-Айленд) — американский предприниматель и филантроп. Председатель отдела глобальной рекламы и партнёрства в NBCUniversal. Генеральный директор X Corp. (2023—2025).

## Биография
Линда Яккарино родилась в 1963 году.
В 1985 году окончила Колледж коммуникаций Дональда П. Беллисарио Пенсильванского государственного университета со степенью бакалавра телекоммуникаций.

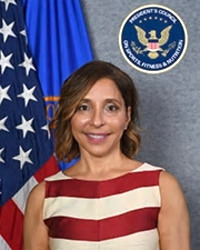
Портрет Яккарино в президентском совете, 2018 год

Яккарино проработала в Turner Entertainment 15 лет, став исполнительным вице-президентом и главным операционным директором по продажам рекламы, где она играла ключевую роль в разработке инновационных рекламных и маркетинговых решений. Яккарино присоединилась к NBCUniversal в октябре 2011 года. В качестве руководителя отдела продаж рекламы NBCUniversal она сыграла ключевую роль в запуске потокового сервиса Peacock.

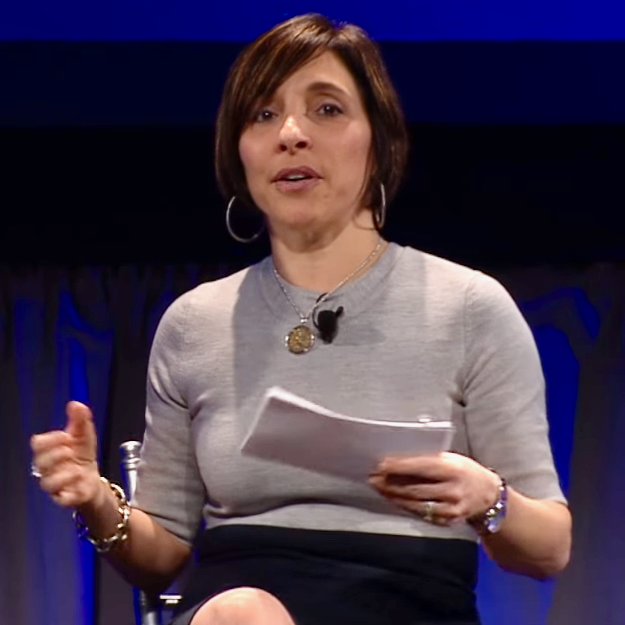
Яккарино в 2014 году

В 2014 году Яккарино присоединилась к Совету по рекламе. В 2018 году президент Дональд Трамп назначил её членом Президентского совета по спорту, фитнесу и питанию. Яккарино стала председателем совета директоров Совета по рекламе в январе 2021 года на срок до 30 июня 2022 года. В качестве председателя Яккарино сотрудничала с администрацией Байдена в 2021 году для создания кампании вакцины против коронавируса с участием Папы Франциска. Она также возглавляла целевую группу по будущему работы на Всемирном экономическом форуме.
12 мая 2023 года Илон Маск объявил, что Яккарино станет новым генеральным директором X Corp. и Twitter. 9 июля 2025 года объявила о своём уходе с должности.

## Личная жизнь
У Яккарино и её мужа Клода Мадрасо двое детей. Они живут в Си-Клифф, Нью-Йорк.

## Награды
- Matrix Award от New York Women in Communications[17];
- «10 лучших людей, трансформирующих рекламу» от Business Insider[17];
- «Десять самых влиятельных женщин на телевидении» от Adweek[17];
- «Женщины в индустрии развлечений: сила 100» от ; The Hollywood Reporter[17];
- «Влиятельные женщины Нью-Йорка» от Variety[17].